# Adam Pluszka
Adam Pluszka (ur. 12 sierpnia 1976 w Zabrzu) – polski poeta, prozaik, tłumacz, redaktor oraz krytyk literacki i filmowy. 
Studiował kulturoznawstwo na Uniwersytecie Śląskim (specjalność filmoznawstwo).
Laureat II Tyskiej Zimy Poetyckiej 2002. W 2015 roku nominowany do Nagrody Literackiej Gdynia oraz do Wrocławskiej Nagrody Poetyckiej „Silesius” za tom poetycki Zestaw do besztań (Wydawnictwo WBPiCAK, Poznań 2014). W latach 2001–2006 mieszkał w Krakowie. Od 2006 mieszka w Warszawie.

## Twórczość
- Przez ramię, Katowice 1998.
- Z prawa z lewa, Stowarzyszenie Literackie im. K. K. Baczyńskiego, Łódź 2000.
- Zwroty, Teatr Mały, seria: Biblioteka Tyskiej Zimy Poetyckiej, Tychy 2002.
- Limeryki, Kraków 2002.
- Siedem narzeczonych dla siódmego brata, Krakowska Alternatywa, Kraków 2002.
- Łapu Capu, Kraków 2003 (proza).
- Trip, Zielona Sowa, Kraków 2005.
- Norweski dziennik malarza, Kraków 2005 (proza).
- French love, Korporacja Ha!art, Kraków 2006.
- Flauta, Wydawnictwo Czarne, Wołowiec 2007 (proza).
- Zestaw do besztań, Wydawnictwo WBPiCAK, Poznań 2014.